# Отар Баканідзе
Отар Акакійович Баканідзе (груз. ოთარ ბაქანიძე; 27 березня 1929, Тбілісі — 20 березня 2020) — грузинський літературознавець, заслужений працівник культури УРСР (з 1972). Член КПРС з 1955. Автор праць з питань грузинсько-українських літературних зв'язків («Акадій Церетелі і Україна», «М. Гулак — перший український дослідник „Витязя у тигровій шкурі“», «Український театр у Тбілісі» (Тбілісі, 1967) та інші).
Тарасові Шевченкові присвятив статті «Поет-демократ», «Натхненна ліра» (обидві — 1961), «Спадщина поета-художника» та інші і розділи в працях грузинською мовою «Нариси з української літератури» (Тбілісі, 1965) та «З грузинсько-українських літературних взаємин» (Тбілісі, 1968).
Брав участь у відзначенні 150-річчя з дня народження Шевченка. За заслуги у зміцненні зв'язків між українським і грузинським народами і за активну участь у проведенні декади грузинської літератури в Україні 1969 Баканідзе нагороджено грамотою президії Верховної Ради УРСР.